# Родна кућа Владислава Петковића Диса
Родна кућа Владислава Петковића Диса у селу Заблаће, на територији града Чачак проглашена је за знаменито место, као историјски објекат у коме је рођен велики српски песник.
Владислав Петковић Дис је рођен  27. фебруара 1880. године по старом календару, 10. марта по новом. Основну школу завршио је у родном Заблаћу, а Гимназију је похађао у Чачку и Зајечару. Три године је провео као сеоски учитељ у селу Прлита код Зајечара, потом се сели у Београд и интензивно пише поезију и улази у друштво београдских великана.